# Salloum Kaysar
Salloum Kaysar (em árabe: سلوم قيصر; data de nascimento desconhecido) é um ex-ciclista libanês que representou seu país nos Jogos Olímpicos de Verão de 1980 no individual.